# Аванпост
Аванпо́ст (фр. avant-poste, досл.: «переднее место») — термин в военном деле и шахматах.

## В военном деле
В военном деле термин «аванпост» является устаревшим; в современных вооружённых силах России заменён термином «сторожевой отряд». Также возможно употребление терминов «кордо́н», «дозо́р», «форпо́ст», «пике́т», «секре́т», которые являются синонимами.
В вооружённых силах других государств термин по-прежнему используется.
Аванпосты состоят «из небольших отрядов лёгких войск, подкрепляются иногда пехотой и артиллерией … во время сражения присоединяются они к главному войску».
Передовой сторожевой пост (отряд) или отряд охранения, стража. Выставляется войсками, находящимися в обороне или на отдыхе, в сторону предполагаемого нападения противника с целью предупреждения его внезапного нападения на основные силы. Данный термин использовался в вооружённых силах Российской империи (XVIII век — начало XX века) и других государств.

Хоть твои ребята полны коросты,

Всё ж годятся на аванпосты.
— Козьма Прутков
Место нахождения такого поста (отряда).

Утром прошли через городок Шалон, разбудив его жителей озорной солдатской песней. В городе свернули налево, пошли на Ля Вёв и вскоре расположились в бараках Мурмелона. Там переночевали, связались с французами, занимавшими окопы на передовой позиции, и ночью выступили им на смену, проделав километров шесть по ходам сообщения, носившим громкие названия: «Центральный бульвар», «Бульвар святого Мартина», «Бульвар Сен-Жермен». Наконец стрелка указала: «Аванпост № 2». Туда, соблюдая особую тишину и маскировку, и направились пулемётчики.
— Р. Я. Малиновский

## В шахматах
В шахматах: клетка, которая по ходу игры уже не сможет попасть под бой пешки соперника. Аванпост, защищённый пешкой игрока, становится прекрасной позицией для ладьи, контролирующей открытую вертикаль.